# Cécile McLorin Salvant
Cécile McLorin Salvant (ur. 28 sierpnia 1989 w Miami) – amerykańska wokalistka i kompozytorka jazzowa. Komponuje muzykę i teksty, które śpiewa w swoim ojczystym języku, po francusku, a także po hiszpańsku. Jest także artystką wizualną – tworzy wielkoformatowe obrazy na tekstyliach, ręczne animacje, rysuje i maluje na papierze, projektuje okładki płyt.

## Wczesne lata
Cécile Sophie McLorin Salvant urodziła się w Miami na Florydzie. Jej ojciec, Haitańczyk, jest lekarzem, a matka, Francuzka, jest założycielką i dyrektorką francuskiej szkoły w Miami. Naukę gry na fortepianie klasycznym rozpoczęła w wieku pięciu lat, a w wieku ośmiu lat zaczęła śpiewać w Miami Choral Society. Następnie zainteresowała się śpiewem klasycznym i rozpoczęła prywatną naukę. W 2015 roku powiedziała: „Miałam szczęście dorastać w domu, w którym słuchaliśmy wszelkiego rodzaju muzyki. Słuchaliśmy muzyki haitańskiej, hip-hopu, soulu, klasycznego jazzu, muzyki gospel i kubańskiej, żeby wymienić tylko kilka. Kiedy masz do tego dostęp jako dziecko, to po prostu otwiera twój świat”.
W 2007 roku  zamieszkała we Francji, aby studiować prawo i nauki polityczne na uniwersytecie w Grenoble oraz śpiew klasyczny i barokowy w Konserwatorium Dariusa Milhauda w Aix-en-Provence. Zaczęła szlifować jazz u wykładowcy jazzu Jean Francois Bonnela, z którym nagrała w Paryżu pierwsza płytę  Cécile & Jean-François Bonnel Paris Quintet (2010).

## Rozwój kariery muzycznej
Wkrótce potem, w wieku 21 lat, w Stanach Zjednoczonych, wygrała  prestiżowy, wokalny konkurs jazzowy Thelonious Monk International Jazz Competition. Nagrodą był kontrakt płytowy z wytwórnią Mack Avenue Records, z którą wydała kolejne dwa albumy. Krytyk The New York Times Ben Ratliff napisał w 2012: „Przed trio prowadzonym przez pianistę Aarona Diehla śpiewa wyraźnie, w pełnym zakresie swych możliwości, od wyraźnego dołu do pełnych i wyraźnych wysokich tonów, używanych oszczędnie [...] Jej głos przepełnia każdą piosenkę, zmieniając ostrożnie tonacje, rozciągając słowa, ale nie skatując; jej twarz wyraża treść, przedstawiając smutek lub spokój, jak aktor w niemym filmie”.
Jej główną inspiracją jest Sarah Vaughan, przywołując wspomnienia z dzieciństwa, kiedy wielokrotnie słuchała jej piosenek. Równie silnie inspirują ją Billie Holiday, Bessie Smith i Betty Carter. Swoje brzmienie określa jako jazz, blues, z elementami folku i teatru muzycznego.
Studiowała kompozycję i teorię muzyki w The New School w Greenwich Village. Sukcesywnie występuje w klubach i na festiwalach jazzowych  w tym Ronnie Scott's, Newport Jazz Festival, Kennedy Center, Monterey Jazz Festival i Village Vanguard. W Polsce po raz pierwszy pojawiła się na Festiwalu Jazz Jantar w 2015.
W 2013 wydała swój drugi album WomanChild, który był nominowany do nagrody Grammy 2014 w kategorii Najlepszy Jazzowy Album Wokalny (Best Vocal Jazz Album). Piosenki na WomanChild to kompozycje autorskie, jak również utwory pochodzące z XIX wieku poddane współczesnej aranżacji. Kryterium wyboru stanowiły jej osobiste doświadczenia życiowe.
We wrześniu 2015 Salvant wydała swój drugi album z Mack Avenue Records, zatytułowany For One to Love. Wiodącym tematem jest siła i niezależność kobiet. Album zawiera pięć autorskich utworów oraz standardy jazzowe. W 2016 roku album zdobył nagrodę Grammy w kategorii Najlepszy Jazzowy Album Wokalny. Dwa lata później jej trzeci album z Mack Avenue, Dreams and Daggers, zdobył nagrodę Grammy w tej samej kategorii.
Koncertowała z big-bendem Jazz at Lincoln Center Orchestra, którego dyrektor muzyczny Wynton Marsalis powiedział: „Raz na pokolenie lub dwa dostajesz takiego piosenkarza”.
W 2018 wychodzi jej czwarty, ostatni album wydany w Mack Avenue Records zatytułowany The Window, na którym śpiewa przy akompaniamencie Sulivana Fortnera na fortepianie. W śmiałym, różnorodnym repertuarze wykonuje, poza klasyczną wokalistyką, utwory w stylu francuskiego kabaretu i amerykańskiego musicalu, standardy popowe oraz przejmujące pieśni bluesowe i soulowe.
Dwa kolejne albumy wydane w Nonesuch Records to Ghost Song (2022, dystrybucja Warner Bros.) i  Mélusine (2023). Ghost Song zaskakuje stylistyczną różnorodnością, mnogością konwencji i technik wokalnych. W  Mélusine przywołuje popularną w Europie ludową legendę o Meluzynie. Album zawiera głównie piosenki śpiewane po francusku, ale również po oksytańsku, angielsku oraz w kreolskim haitańskim.

## Nagrody i wyróżnienia
- Thelonious Monk International Jazz Competition (2010)
- Jazzowy Album Roku DownBeat, WomanChild (2014)
- Najlepszy Jazzowy Album Wokalny, nominacja do nagrody Grammy, WomanChild (2014)[12]
- Najlepszy Album Wokalny, ankieta NPR Music Jazz Critics 2014, WomanChild,
- Wokalistka Roku 2015, Jazz Journalist Association,
- Najlepszy Album Wokalny, ankieta NPR Music Jazz Critics 2015, For One to Love
- Najlepszy Jazzowy Album Wokalny, nagroda Grammy 2016, For One to Love[12]
- Nagroda Paula Acketa 2016
- Najlepszy Jazzowy Album Wokalny, nagroda Grammy 2018, Dreams and Daggers[12]
- Jazzowy Album Roku, DownBeat, Dreams and Daggers (2018)
- Najlepszy Jazzowy Album Wokalny, nagroda Grammy 2019, The Window[12]
- Laureatka Nagrody MacArthurów (Macarthur Genius Grant Winner)(2020)[17]
- Najlepszy Jazzowy Album Wokalny, nominacja do nagrody Grammy, Ghost Song (2023)[12]

## Dyskografia
Jako główna artystka
- Cécile & the Jean-François Bonnel Paris Quintet (2010)
- Woman Child (2013)
- For One To Love (2015)
- Dreams and Daggers (2017)
- The Window (2018)
- Ghost Song (2022)
- Mélusine (2023)

Współpraca
- Jacky Terrasson, „ Je te veux ” i „ Oh My Love ” na płycie Gouache (2012)
- It's Christmas on Mack Avenue (2014)
- Federico Britos Presents Hot Club of the Americas (2015)
- Jazz at Lincoln Center Orchestra, Big Band Holidays (2015)
- Fred Nardin, Jon Boutellier, Watt's (2016)
- Artemis